# Acontia costosa
Acontia costosa är en fjärilsart som beskrevs av Paul Mabille 1899. Acontia costosa ingår i släktet Acontia och familjen nattflyn. Inga underarter finns listade i Catalogue of Life.